# Erica von Kager
Pour les articles homonymes, voir Erica (homonymie) et Kager.
Erica von Kager, née le 28 avril 1890 à Zurich, et morte le 26 mars 1975 à Bolzano, est une artiste-peintre et illustratrice suisse d'ouvrages pour enfants.

## Biographie
Née le 28 avril 1890 à Zurich, Erica von Kager étudie à Bâle et Munich avant de prendre des cours à l'Académie Julian à Paris. Elle a pour sujets les fleurs et l'enfance.

## Publication
- (de)  Ernst Eschmann; Erika von Kager,  Der Geisshirt von Fiesch, Zürich : Rascher, 1933 (voir sur worldcat)